# Monoral
Monoral — японская рок-группа, образованная в 2000 году Анисом Симадой и Али Моризуми. Стала известной после песни «Kiri», звучавшей в аниме Ergo Proxy.

## Участники
Вокалист и гитарист Анис Симада (Anis Shimada) — японо-марокканец. Родился 23 февраля 1975 года. До образования дуэта работал моделью на показах мод, несколько раз участвовал в записях популярных японских музыкантов в качестве гитариста и бэк-вокалиста. Помимо японского и английского, владеет также французским и марокканским арабским языками. В настоящее время, помимо своей деятельности в Monoral, занимается озвучиванием рекламных роликов на телевидении.
Басист Али Маридзуми (Ali Morizumi) — японо-американец, выросший в Токио. Родился 7 февраля 1973 года. Его мать также музыкант по профессии. Он в совершенстве владеет японским и английским языками, что помогло ему в карьере DJ и VJ. Неоднократно принимал участие в музыкальных шоу на MTV и других развлекательных радио- и телевизионных каналах. До сих пор участвует в передаче «Self Liner Notes» на японском музыкальном канале MUSIC ON! TV. Некоторое время вёл собственную передачу на радиостанции InterFM.
Также к созданию записей и участию в выступлениях группы привлекались такие сессионные музыканты, как: Тиэко Нагаи, Акира, Дайго, Микио, Ген Нагахара, Хэлперн Бараки, Риэ Это, Томоя Цуцуи, Мацумото Дзюн и Эрик Зэй.

## История

### Создание группы
Симада и Маридзуми познакомились во время совместной работы на японском MTV в 1999 году.
О выборе названия для группы они оба подробно рассказали в интервью для JaME World Архивная копия от 3 мая 2016 на Wayback Machine:

Ali: Изначально это звучало по-другому. Мы хотели назвать дуэт "Monaural", но, по правде говоря, тогда бы мы не смогли получить окончание .com к адресу официального сайта, и поэтому в течение долгого времени в Японии мы произносили "Monaural" как "Monoral".— Интервью с Monoral от 03.09.2008 на JaME World

Anis: Мне всегда нравился дизайн альбомов The Beatles. На них всегда было написано "Monoral", и мне нравилась первая часть этого слова - "Mono". Я думаю, это лучше чем "аu" в слове actually. "Au" звучит слишком по-французски. Дело в написании. У нас было много разных названий перед тем, как мы окончательно решили назвать себя Monoral. — Интервью с Monoral от 03.09.2008 на JaME World

### Начало деятельности
Группа начала свою деятельность с двух концертов, 21 и 26 сентября, в 2000 году. Лишь спустя почти год, 25 июля 2001 года, вышел дебютный мини-альбом Monoral, «in stereo», выпущенный под лейблом «Myco Records». Спустя два дня, 27 июля, они выступали на рок-фестивале «Fujirock Festival'01» в Наэба. Именно в 2001 появилась традиция монораловских хеллоуинских концертов, 26 октября был проведен первый из них - «Monoral presents Halloween Party 2001 'A Night Of Horror'». В конце года состоялся рождественский лайв «Monoral presents 'Ho ho ho! with Monoral'». Всего за этот год было дано 10 выступлений.
5 апреля 2002 года группа выступила на одной сцене с Mega8ball. 31 октября прошла «Monoral presents Halloween Party 2002». 30 ноября выступили с Babamania. 25 декабря состоялся лайв «Monoral presents 'Silent Nightmare'» В течение года было дано 12 лайвов, включая специальные.

### Новые связи
В мае 2003 года Monoral приняли участие в фестивале «Bubble Festival», устроителем которого был гитарист L'Arc~en~Ciel, ken. На этом мероприятии музыканты познакомились с Хайдом, а также им довелось выступить с проектом Каза и Анны Цутии, Spin Aqua, на одной сцене. А 27 июля состоялся уникальный концерт «Sham03», где Monoral, Spin Aqua и Хайд выступили на одной сцене. Также со Spin Aqua Monoral выступили еще два раза. В течение года группа выступала с такими исполнителями, как Jerk Eggplant, Fade, Farida's caf, Squadcar, Dakota star, Tobyas и 2bl в рамках тура «Monoral presents 'M.I.J Vol'». 31 октября прошел лайв «Monoral presents Halloween Party 2003».
Второй альбом, тоже формата мини, «ammonite», вышел 24 марта 2004 года. В его записи участвовали Эрик Зэй и Риэ Это. Альбом поднялся на третью позицию в японском списке Tower Records и оставался в топе 50-ти лучших в течение 7-ми месяцев. Вечеринка «Monoral Ammonite New Mini Album Release Party» в честь выхода альбома состоялась 16 апреля. 17 июня Monoral выступили с Aya. 31 октября состоялась «Monoral presents Halloween Party 2004». Три выступления в рамках тура «Monoral Dead Ammonite Tour» прошли в ноябре. Помимо работы с группой, Анис принял участие в записи сольного альбома Хайда «666», помогая с лирикой на английском языке, а также его вокал можно услышать в песне «Masquerade».
13 июля 2005 года вышел третий альбом Monoral, полноценный, «Petrol», выпущенный под лейблом Haunted Records, созданным  Хайдом в 2005 году. В честь выхода были устроены специальные лайвы «Monoral First Album Release Party 'Petrol'» в Токио, Осаке и Нагое. Группа выступала на фестивалях, в том числе 30 и 31 числа - на «Fujirock Festival'05». 28-31 октября состоялось костюмированное шоу «Halloween of the Living Dead» под руководством Хайда, где Monoral также приняли участие. 2 ноября того же года вышел первый сингл в формате макси, «Vision In My Head». Трек стал музыкальной заставкой для японской рекламы фотоаппарата Canon IXY Digital. В честь выхода сингла был проведен лайв «Monoral Single Release Party «Monoral on the Leash» 5 декабря. Также в течение года было дано 4 выступления в рамках «In Store Live», которые прошли в магазинах Tower Records.

### Успех
5 мая 2006 года группа выпустила свой второй сингл, на этот раз в цифровом формате, «Kiri», ставший опенингом к аниме «Ergo Proxy», начиная с третьего эпизода сериала. В августе группа принимала участие в различных фестивалях, в том числе и в «Summer Sonic» 12 числа. 15 и 16 сентября группа устроила двухдневный лайв под названием «Monoral Nanmonite Day». 31 октября прошла традиционная «Monoral presents Halloween Party 2006». В конце года были даны два выступления в Осаке и Токио под названием «Thank You!!».
В начале 2007 года Monoral участвовали в многочисленных мероприятиях и фестивалях, в том числе и туре «In store live», небольшие выступления которого проходили исключительно в магазинах Apple Store в различных городах Японии. Всего таких концертов было 10, 11-й, в Нагое, был отменен. 9 мая  свет увидел третий сингл, тоже в формате макси, как и первый,  «Tuesday», который стал первым изданным под лейблом Vamprose, основанным Хайдом. По этому случаю был дан специальный лайв, 22-го числа, «Monoral New Single Release Party 'Tuesday'». 4 июля 2007 года вышел альбом «Turbulence». 28 июля группа вновь приняла участие в фестивале «Fujirock Festival'07». 17 августа появились на фестивале «Rising Sun Rock Festival 2007» на Хоккайдо. 27 октября прошла традиционная вечеринка-лайв «Monoral presents Halloween Party 2007». С конца ноября по конец декабря группа была в туре «The Magical Turbulence Tour 2007», дав 10 концертов. 30 и 31 декабря Monoral выступили на специальном лайве Анны Цутии - «Backout Night Osaka 2007-08».
7 июля 2008 года Monoral устроили специальный концерт в честь национального японского праздника, Танабаты,. 30 июля  вышел в свет сингл «Casbah». С августа по октябрь музыканты гастролировали по Японии с турами «Monoral Circus Tour 2008» и «Rose Night», выступления последнего из которых давались исключительно в клубах сети Zepp с участием сольного проекта Анны Цутии.  Помимо собственных концертов, Monoral участвовали в лайвах недавно созданной команды Хайда, VAMPS, с которой в этот период совпали расписания графиков туров. Итого было дано 19 выступлений в таких городах, как Сендай, Саппоро, Фукуока, Нагоя, Осака  и Токио. 3 сентября вышел сингл «Safira». 26 октября группа провела «Monoral presents Halloween Party 2008». А 29-го числа состоялся релиз альбома «Via». 30 и 31 октября группа участвовала в вампсовском двухдневном лайве «Nightmare of Halloween» в Zepp Tokyo. С конца ноября и до конца 2008 года Monoral катались по Латинской Америке, посетив Мексику, Бразилию, Аргентину и Чили. Всего было дано 11 выступлений. Также в 2008 и 2009 годах были переизданы на новом лейбле альбомы «Ammonite», «In stereo» и «Petrol».
В 2009 году музыканты, отыграв национальный тур «Monoral Via Japan Tour 2009» с конца февраля по середину марта, продолжили покорять заграницу. Так в турах «Monoral Via Spain Tour 2009» и «Monoral Via France Tour 2009» музыканты дали семь выступлений и три были отменены. После возвращения в Японию музыканты продолжили гастролировать и, помимо собственных концертов, снова участвовали в лайвах VAMPS, с которой в этот период совпали расписания графиков туров. Итого было дано 8 выступлений в таких городах, как Фукуока, Сендай, Саппоро и Токио. Завершая свой большой тур, Monoral устроили двухдневный лайв «Monoral Via Shanghai Live», который прошел в Шанхайском Zhijiang Dream Factory. В конце октября музыканты участвовали в двухдневном хеллоуинском лайве VAMPS «Hellween Live 2009». А 31-го числа устроили собственный - «Monoral Halloween Party 2009». 25 ноября вышел сингл «70 Hours». С конца ноября до конца года группа выступала в рамках еще одного тура «The Election Tour», дав еще шесть выступлений в разных городах Японии.
В 2010 году был национальный тур под названием «This Tour Has Not Begun», состоявший из шести выступлений, на два из которых билеты были распроданы полностью. 28 августа вышел седьмой сингл группы «Origin». Также 29 октября прошел традиционный лайв «Monoral presents Halloween Party 2010». После этого группа не давала о себе знать три года.

### Возвращение
C 2013 года Monoral возобновили деятельность, восстановив традицию хеллоуинских концертов.
В начале 2014 года Monoral устроили секретный концерт «Monoral presents The X-day». Был дан небольшой национальный тур под называнием «Monoral presents The Invisible Half Tour 2014», состоявший из трех выступлений, прошедших в начале августа. Также Monoral выступили в качестве приглашенных гостей на лайве VAMPS под открытым небом «VAMPS Live 2014 Beast Party». В конце года, 31 октября, группа провела «Monoral Halloween Party 2014».
В сентябре 2015 года состоялся небольшой национальный тур группы под называнием «Club Monoral on Fire 2015», состоявший из 4 выступлений. 31 октября группа провела праздничный лайв «Monoral presents Halloween Party 2015». 13 ноября Monoral стали «открывающим актом» в туре "Joint 666" VAMPS.

## Дискография

### Синглы
- «Visions In My Head» (2 ноября 2005)
- «Kiri» (5 мая 2006)
- «Tuesday» (9 мая 2007)
- «Casbah» (30 июля 2008)
- «Safira» (3 сентября 2008)
- «70 Hours» (25 ноября 2009)
- «Origin» (28 августа 2010)

### Альбомы
- «In stereo», мини-альбом (27 июля 2001)
- «Ammonite», мини-альбом (24 марта 2004)
- «Petrol», альбом (13 июля 2004)
- «Turbulence», альбом (4 июля 2007)
- «Via», альбом (29 октября 2008)